# Scala mobile

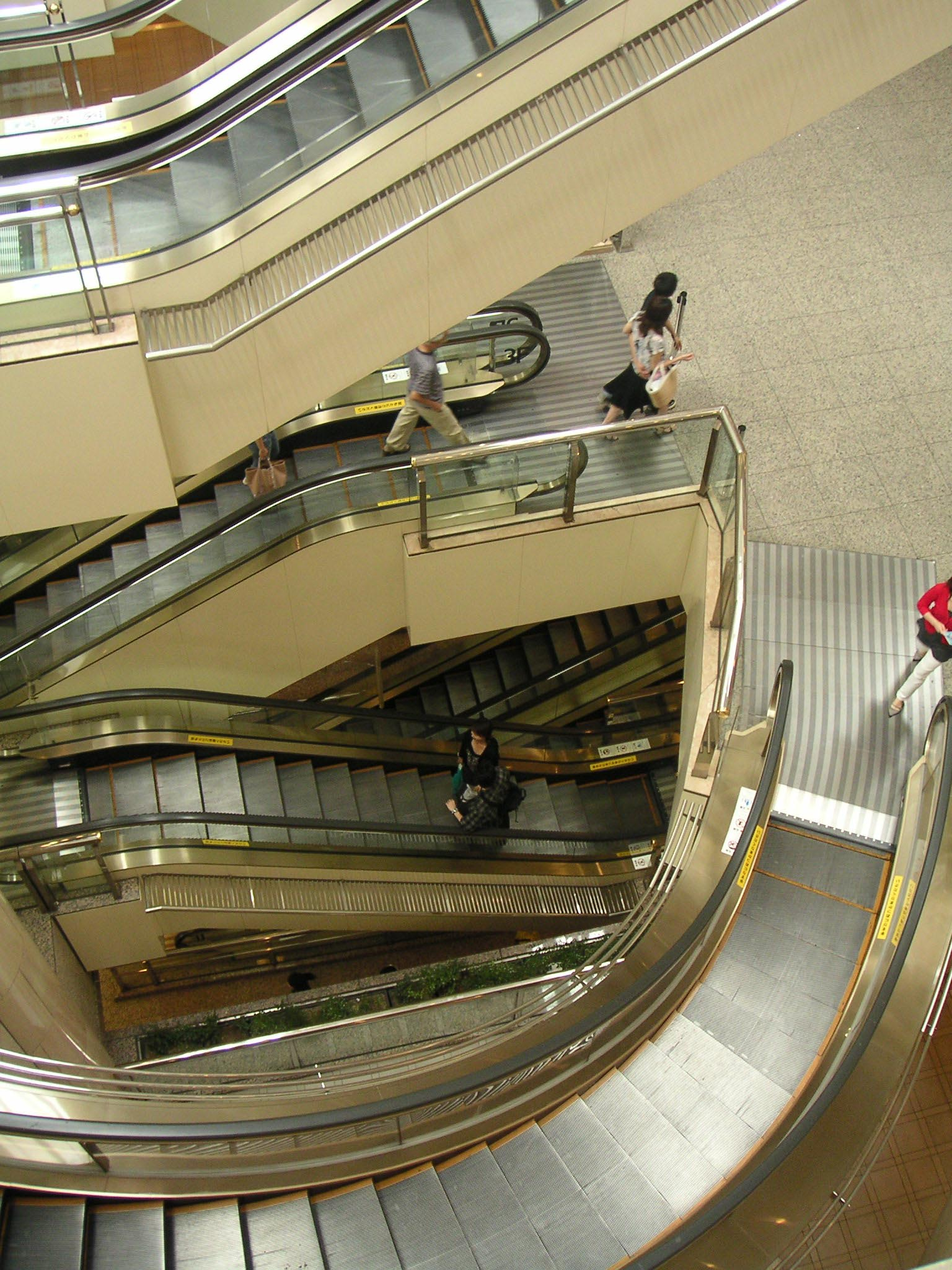
Scale mobili a spirale nel quartiere Minato Mirai 21, Yokohama, Giappone

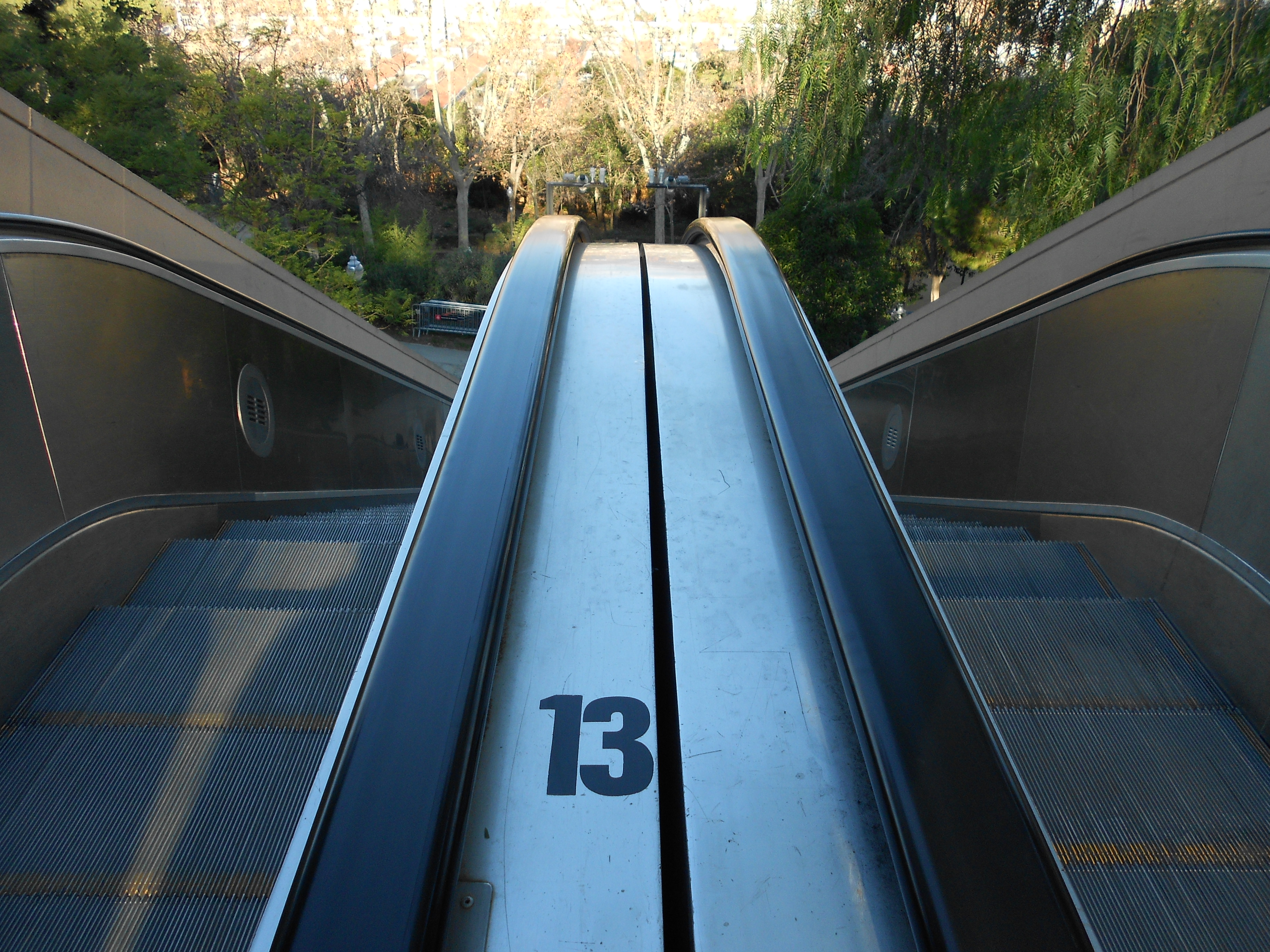
Una scala mobile all'aperto a Barcellona, Spagna

Una scala mobile è un trasportatore-elevatore adatto al trasporto di persone.
Utilizzata come trasporto pubblico urbano è definita sistema ettometrico.

## Storia
La scala, basata su un principio simile a quello del nastro trasportatore, aveva dei gradini in legno. Scale mobili con gradini in legno rimasero largamente in uso nel Regno Unito, fino al momento in cui l'incendio alla stazione della metropolitana di King's Cross St. Pancras nel 1987 ne mise a nudo i problemi di sicurezza.
Il termine "escalator" è un marchio depositato da Otis Elevator Company, una società leader nel mondo per la produzione di ascensori e scale mobili, ma questo vocabolo è oramai diventato di uso comune nei paesi anglosassoni.

## Composizione
È costituito da una scala i cui gradini mobili sono trascinati meccanicamente, rimanendo tuttavia orizzontali. Questo apparecchio è spesso munito di una rampa mobile che avanza alla stessa velocità dei gradini. Il meccanismo, simile a quello di un marciapiede mobile (che però si distingue dalla scala mobile in quanto dotato di superficie totalmente piana), è costituito da gradini articolati, generalmente metallici, che si spostano più o meno rapidamente verso l'alto o verso il basso. Per facilitare l'entrata e l'uscita dalla scala, le estremità sono allineate col terreno, questo comporta la caratteristica forma ad "S" un po' stirata.
Solitamente, accanto alla scala vi è un corrimano, anch'esso mobile, ricoperto in gomma antiscivolo, che si sposta a una velocità leggermente superiore a quella dei gradini per evitare che espansioni della gomma dovute a effetti termici o di attrito provochino un rallentamento dello scorrimano e l'eventuale caduta all'indietro dei passeggeri.
Le scale mobili, in Europa, devono conformarsi alla norma europea EN 115, di recente revisionata.

## Record
La città di Potenza, con l'inaugurazione delle Scale mobili Santa Lucia nel 2010, ha raggiunto il primato delle scale mobili più lunghe d'Europa (1,3 km di lunghezza complessiva), seconda, al primato mondiale, solamente al sistema di Tokyo che possiede impianti per una lunghezza complessiva poco superiore a 1,5 km. L'impianto più lungo è invece il Central-Mid levels escalator di Hong-Kong, lunghe 0,8 km e percorribili in 20 minuti.